# Michael Ashcroft
Pour les articles homonymes, voir Ashcroft.
Michael Ashcroft, né le 4 mars 1946, est un homme d'affaires et un homme politique de nationalités britannique et bélizienne. Selon le Sunday Times, il possède en 2017 la 95e plus grande fortune du Royaume-Uni, estimée à 1,35 milliard de livres sterling.

## Biographie

### Activité d'affaires
Michael Ashcroft naît au Royaume-Uni mais passe son enfance au Belize. Il fait fortune en achetant, développant et revendant plusieurs entreprises ; la société de sécurité et de nettoyage ADT, qu'il revend en 1997, lui permet notamment de gagner plusieurs centaines de millions de dollars.
Il est propriétaire des sociétés Belize Bank International (BBI) et Belize Corporate Services (BCS), soupçonnées par les États-Unis d’être utilisées par des citoyens américains à des fins d'évasion fiscales

### Activité politique
Important donateur et trésorier du Parti conservateur de 1998 à 2001, il siège à la Chambre des lords d'octobre 2000 à avril 2015. En 2005, il est nommé président adjoint du même parti ; il quitte ce poste en 2010,. Il demeure néanmoins influent, notamment au travers des sondages politiques qu'il mène, largement commentés, et de son site web ConservativeHome (en) ; il finance également la campagne du Parti conservateur aux élections générales de 2017 à hauteur de 500 000 livres.
Il publie en 2022 un livre à charge visant l'épouse du Premier ministre Boris Johnson, Carrie Symonds, à laquelle il prête une influence néfaste sur son époux.

### Controverses sur son statut fiscal
Jusqu'en 2000, Michael Ashcroft est résident fiscal du Belize et ne paie pas d'impôts au Royaume-Uni sur ses revenus réalisés à l'étranger ; préalablement à son entrée à la Chambre des lords en 2000, le président du Parti conservateur William Hague indique qu'il va devenir résident fiscal britannique. En 2010, toutefois, Michael Ashcroft révèle ne pas l'être, provoquant une polémique. Une nouvelle loi est adoptée la même année, obligeant les lords à se domicilier fiscalement au Royaume-Uni. En dépit de ses déclarations (et de celles du Parti conservateur) assurant qu'il a quitté son statut fiscal de « non-domicilié », les Paradise Papers révèlent en novembre 2017 qu'il n'est toujours pas résident fiscal britannique et a ainsi évité d'être taxé, notamment sur plusieurs centaines de millions de livres sterling de revenus issus d'un fonds de placement situé aux Bermudes,,,.